# 筑紫 (巡洋艦)
筑紫（つくし）は、日本海軍の巡洋艦。

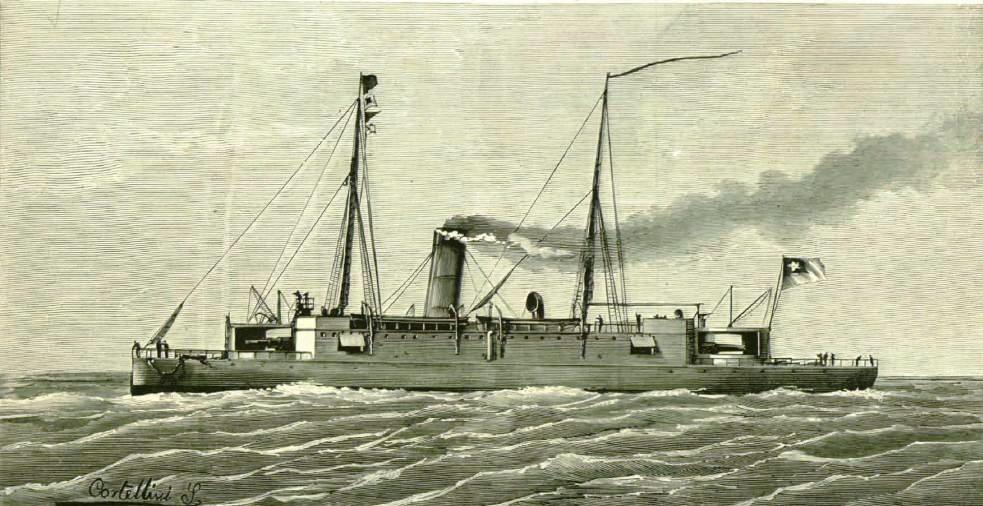
チリ軍艦としての就役想像図（1883年）

艦名は九州（西海道の筑前・筑後・豊前・豊後・肥前・肥後・日向・大隅・薩摩）の古称。清国海軍の超勇級防護巡洋艦「揚威」と「超勇」の2隻は同型の姉妹艦である。

## 概要
元はチリ向けに建造された「アルトゥーロ・プラット（Arturo Prat）」、または「プラット（Prat）」である。
イギリス・ニューカッスルにある
アームストロング・ミッチェル社ロー・ウォーカー造船所(またはエルジック造船所)で建造された
(機関はホーソン社で製造)。
設計者はジョージ・レンデル、またはサー・エドワード・リード。
レンデル式砲艦と防護巡洋艦の過渡的な艦であった。
南米の太平洋戦争での海上戦が優位に進んだため、チリは売却することにしたか支払いを停止して所有権を失った。
その後も工事が続けられ竣工したものを、日本海軍が購入、
1883年6月16日に「筑紫」と命名した。
日本海軍初の鋼製艦であり、
日本海軍初の帆走設備を全廃した艦でもある。
また主砲の旋回に水圧機械を用い、艦内に白熱電灯を使用したのも日本海軍で初めてだった。
購入当時は兵装、機関共に新式で、速力も砲艦としては優秀だった。
日清戦争、日露戦争などに参加、
後年は警備兼練習艦の役務が多くなった。
1906年雑役船に編入され、1911年に廃船となり売却された。

## 艦型
前述したように日本海軍最初の鋼製艦である。

### 機関
ボイラーは低円缶4基で、蒸気圧力は90ポンド/平方インチ。
主機は横置2段気筒レシプロ2基。
気筒の直径は高圧筒30 in (760 mm)、低圧筒60 in (1,500 mm)、行程36 in (910 mm)。
復水器は青銅製円筒形の表面復水器2基を装備した。
2軸推進。
推進器は鋳鋼製2翼グリフィス形で直径16 in (410 mm)、ピッチ16 in (410 mm)。

### 兵装
日本海軍購入時の砲熕兵装は以下の通り。
- 安式10インチ砲 2門[17]
- 40ポンド砲 4門
- 9ポンド砲 2門
- ホチキス砲 4門

主砲(安式10インチ砲)の旋回と揚弾薬装置には水圧が使用された。
魚雷発射管は装備するスペースが無かった。

### その他
日本海軍で初めて、艦内に白熱電球が装備された。
また白熱電球と探照灯用に、
蒸気機関を用いたシーメンス式80V発電機が装備された。

## 艦型の変遷
1888年(明治21年)時の砲熕兵装は以下の通り。
- 10 in (25.4 cm)アームストロング後装砲 2門
- 40ポンド・アームストロング後装砲 4門
- 9ポンド・アームストロング後装砲 2門
- 機砲:37mm保(ホチキス)砲 4基[26]
- 艇砲:短7.5cm砲[27]

1898年(明治31年)に9ポンド砲とホチキス砲に代わって、12ポンド速射砲1門と3ポンド速射砲2門を装備した。

## 艦歴

### 購入
1882年(明治15年)12月18日、ドイツ・キール港に停泊する軍艦2隻の購入が決定したが、伊藤少将、佐双少匠司が渡欧して試運転を行った結果、出力、速力が当初報告に届かない問題が出た。
加えて砲の搭載には甲板の修理が必要で更に出費が重なるため、購入を取りやめた。
この時、ニューカッスルに売軍艦があり、艦砲を完備し、日本回航のために修理する必要もないため、82,000ポンドで購入した。
搭載する発電機と汽船2隻は別価格で1,200ポンドだった。
1883年(明治16年)6月16日、この軍艦は筑紫と命名された。

### 回航
海軍省主船局の御雇外国人、ゼームス(J. M. James、英国人)がイギリスに出張、
筑紫艦長としてし乗艦し回航を請け負った。
また回航に必要な物品等の購入代金は佐双が管理した。
7月11日に「筑紫」はニューカッスル港を出港、
横須賀造船所での鉄船製造の伝習の為に雇った職工2名も乗艦した。
8月7日アデン着、
8月30日シンガポール着、
燃料の不足が懸念されたために長崎港に寄港し、
9月19日横浜港に到着した。

### 1883年
10月27日三等艦に定められた。
12月24日明治天皇は横浜に臨幸、「筑紫」は横浜港で天覧を受けた。

### 1884年
1884年(明治17年)5月30日「海門」と「筑紫」が中艦隊に編入された。

### 1885年
1885年(明治18年)12月28日中艦隊は解隊、同日「春日」を除く中艦隊に所属していた8隻(「扶桑」「金剛」「比叡」「海門」「筑紫」「清輝」「磐城」「孟春」)で改めて常備小艦隊が編成された。

### 1889年
1889年(明治22年)3月9日「筑紫」は常備小艦隊から外れ横須賀鎮守府常備艦に指定された。
5月10日に横須賀鎮守府常備艦の役務を解かれた(予備艦指定)。

### 1890年
1890年(明治23年)8月23日、呉鎮守府所管の「筑紫」は第一種に定められた。

### 1892年
1892年(明治25年)
9月8日、非役艦(予備艦)の間は常置人員を置かない、と令達された。
12月8日、呉鎮守府所管「筑紫」は警備艦に指定された。

### 1894年
1894年(明治27年)
4月4日、呉鎮守府常備艦「大和」「筑紫」「赤城」の3隻は常備艦隊に編入された。

### 日清戦争
1894年から1895年の日清戦争に従軍。
大連・旅順・威海衛攻略作戦等参加した。

### 1895年
1895年(明治28年)
7月29日、呉鎮守府警備艦の役務を解かれた(予備艦指定)。

### 1898年
1898年(明治31年)3月21日軍艦及水雷艇類別等級が定められ、「筑紫」は一等砲艦に類別された。

### 義和団の乱
1900年2月 - 10月 北清事変 廈門・上海警備従事。

### 日露戦争
1904年(明治37年)から1905年(明治38年)の日露戦争では対馬海峡港警・日本海海戦等に参加した。

### 日露戦争後
1906年(明治39年)5月25日除籍、
同日艦艇類別等級別表からも削除、
雑役船に編入された。

### その後
呉海兵団附属となった「筑紫」は1911年(明治44年)11月1日呉海兵団から還納し廃船とする訓令が出された。
12月21日売却の訓令、
1912年(明治45年)3月22日に売却が報告された。

## 艦長
※『日本海軍史』第9巻・第10巻の「将官履歴」及び『官報』に基づく。
- 松村正命 少佐：1883年8月16日 - 1886年5月28日
- 野村貞 中佐：1886年5月28日 - 12月28日
- 尾形惟善 大佐：1886年12月28日 - 1889年4月17日
- （心得）森又七郎 少佐：1889年4月17日 - 8月29日
- 森又七郎 大佐：1889年8月29日 - 1890年5月13日
- （心得）窪田祐章 少佐：1890年5月13日 - 9月17日
- 窪田祐章 大佐：1890年9月17日 - 1892年12月5日
- （心得）三善克己 少佐：1892年12月5日 - 12月21日
- 三善克己 大佐：1892年12月21日 - 1895年5月11日
- 井上良智 大佐：1895年5月11日 - 5月25日
- 向山慎吉 大佐：1895年5月25日 - 9月28日
- 石井猪太郎 大佐：1896年5月19日 -
- 大井上久麿 中佐：1897年12月1日 - 1898年10月1日
- 加藤友三郎 中佐：1898年10月1日 - 1899年6月17日
- 斎藤孝至 中佐：1899年7月25日 - 9月2日
- 松枝新一 中佐：1899年11月20日 - 1901年8月30日
- 横尾純正 中佐：1901年8月30日 - 1902年3月13日
- 黒水公三郎 中佐：1902年4月11日 - 1903年4月12日
- 西山保吉 中佐：1904年1月14日 - 1905年3月15日
- 土山哲三 中佐：1905年3月15日 - 12月12日
- 上村経吉 中佐：1906年1月25日 - 5月10日

## 公試成績
| 実施日    | 種類         | 排水量      | 回転数 | 出力      | 速力        | 場所 | 備考                     | 出典   |
| --------- | ------------ | ----------- | ------ | --------- | ----------- | ---- | ------------------------ | ------ |
|           | 公試         |             |        |           | 16.49ノット |      | 購入時の電報による       | [ 53 ] |
| 1887年4月 | 自然通風全力 |             | 92rpm  | 1,850馬力 | 13.6ノット  |      |                          | [ 23 ] |
|           | 公試         | 1,372英トン |        | 1,785馬力 | 13.5ノット  |      | 日露戦争直前の調査による | [ 14 ] |